# Pi Cassiopeiae
Pi Cassiopeiae (20 Cassiopeiae) é uma estrela na direção da constelação de Cassiopeia. Possui uma ascensão reta de 00h 43m 28.09s e uma declinação de +47° 01′ 28.7″. Sua magnitude aparente é igual a 4.95. Considerando sua distância de 174 anos-luz em relação à Terra, sua magnitude absoluta é igual a 1.31. Pertence à classe espectral A5V.